# 王縉 (弘治進士)
王縉（1464年—？），字維卿，陝西西安後衛人，官籍，明朝政治人物。

## 生平
陝西鄉試第七名舉人。弘治六年（1493年）中式癸丑科會試第二百三十九名，三甲第一百五十四名進士。

## 家族
曾祖王禎，右都督；祖父王英，鎮撫 贈指揮使；父王旻，縣丞。母吳氏；繼母徐氏。具庆下。弟王經。